# Голубівка (Кіндрашівська сільська громада)
Голубі́вка —  село в Україні, у Куп'янському районі Харківської області. Входить до складу Кіндрашівської сільської громади. Населення становить 33 осіб. Орган місцевого самоврядування — Кіндрашівська сільська рада.

## Географія
Село Голубівка знаходиться на правому березі річки Оскіл, вище за течією на відстані 2 км розташоване село Калинове, нижче за течією примикає до міста Куп'янськ, на протилежному березі розташоване село Петропавлівка.

## Історія
7 (20) листопада 1917 року, відповідно до Третього Універсалу Української Центральної Ради, увійшло до складу Української Народної Республіки.
12 червня 2020 року, відповідно до розпорядження Кабінету Міністрів України № 725-р «Про визначення адміністративних центрів та затвердження територій територіальних громад Харківської області», увійшло до складу Кіндрашівської сільської територіальної громади.